# Оксид серы(IV)
Окси́д се́ры(IV) (диокси́д се́ры, двуокись серы, серни́стый газ, серни́стый ангидри́д) — соединение серы с кислородом состава SO2. В нормальных условиях представляет собой бесцветный газ с характерным резким запахом (запах загорающейся спички). В высоких концентрациях токсичен. Под давлением сжижается при комнатной температуре. Растворяется в воде с образованием нестойкой серни́стой кислоты; растворимость 11,5 г/100 г воды при 20 °C, снижается с ростом температуры. Растворяется также в этаноле и се́рной кислоте. Один из основных компонентов вулканических газов. Зарегистрирован в качестве пищевой добавки с номером E220.

## Получение
Промышленный способ получения — сжигание серы или обжиг сульфидов, в основном — пирита, также сжигание сероводородсодержащего газа в специальных паровых котлах с циклонной топкой. 
В лабораторных условиях и в природе SO2 получают воздействием сильных кислот на сульфиты и гидросульфиты. Образующаяся сернистая кислота H2SO3 сразу разлагается на SO2 и H2O:
{\displaystyle {\mathsf {Na_{2}SO_{3}+H_{2}SO_{4}\rightarrow Na_{2}SO_{4}+H_{2}SO_{3}}},}
{\displaystyle {\mathsf {H_{2}SO_{3}\rightarrow H_{2}O+SO_{2}\uparrow }}.}

## Химические свойства
Относится к кислотным оксидам. Растворяется в воде с образованием сернистой кислоты (при обычных условиях реакция обратима):
{\displaystyle {\mathsf {SO_{2}+H_{2}O\rightleftarrows H_{2}SO_{3}}}.}
С щелочами образует сульфиты:
{\displaystyle 2{\mathsf {NaOH}}+{\mathsf {SO_{2}}}\rightarrow {\mathsf {Na_{2}SO_{3}}}+{\mathsf {H_{2}O}}}
Химическая активность SO2 весьма велика. Наиболее ярко выражены восстановительные свойства SO2, степень окисления серы в таких реакциях повышается:
{\displaystyle {\mathsf {SO_{2}+Br_{2}+2H_{2}O\rightarrow H_{2}SO_{4}+2HBr}},}
{\displaystyle {\mathsf {SO_{2}+Cl_{2}+2H_{2}O\longrightarrow H_{2}SO_{4}+2HCl}},}
{\displaystyle {\mathsf {SO_{2}+I_{2}+2H_{2}O\rightarrow H_{2}SO_{4}+2HI}},}
{\displaystyle {\mathsf {2SO_{2}+O_{2}{\xrightarrow[{Pt}]{450^{o}C}}2SO_{3}}},}
{\displaystyle {\mathsf {2SO_{2}+2H_{2}O+O_{2}\ \xrightarrow {+70^{o}C,p,CuSO_{4}} \ 2H_{2}SO_{4}}}}
{\displaystyle {\mathsf {5SO_{2}+2KMnO_{4}+2H_{2}O\rightarrow 2H_{2}SO_{4}+2MnSO_{4}+K_{2}SO_{4}}},}
{\displaystyle {\mathsf {Fe_{2}(SO_{4})_{3}+SO_{2}+2H_{2}O\rightarrow 2FeSO_{4}+2H_{2}SO_{4}}}.}
Предпоследняя реакция является качественной реакцией на сульфит-ион SO32− и на SO2 (обесцвечивание фиолетового раствора).
В присутствии сильных восстановителей SO2 способен проявлять окислительные свойства. Например, для извлечения серы из отходящих газов металлургической промышленности используют восстановление SO2 оксидом углерода(II):
{\displaystyle {\mathsf {SO_{2}+2CO\rightarrow 2CO_{2}+S}}.}
Или для получения фосфорноватистой кислоты:
{\displaystyle {\mathsf {PH_{3}+SO_{2}\rightarrow HP(OH)_{2}+S}}.}

## Применение
Большая часть оксида серы(IV) используется для производства серной кислоты каталитическим методом: полученный при сжигании серы или сероводородсодержащего газа сернистый ангидрид проходит через каталитический реактор, где окисляется до серного ангидрида, после чего происходит охлаждение газа, содержащего водяной пар помимо серного ангидрида, и конденсация концентрированной серной кислоты, уходящей затем в другие технологические процессы, такие как сернокислотное алкилирование, либо на охлаждение и розлив в железнодорожные и автоцистерны. Используется также в виноделии в качестве консерванта (пищевая добавка E220). Газ убивает микроорганизмы, поэтому им окуривают овощехранилища и склады. Оксид серы(IV) используется для отбеливания соломы, шёлка и шерсти, то есть материалов, которые нельзя отбеливать хлором. Применяется он также и в качестве растворителя в лабораториях. Оксид серы(IV) применяется также для получения различных солей сернистой кислоты.

## Токсичность и безопасность
Оксид серы(IV) SO2 в высоких дозах очень токсичен. Симптомы при отравлении сернистым газом — насморк, кашель, охриплость, сильное першение в горле и своеобразный привкус. При вдыхании сернистого газа более высокой концентрации — удушье, расстройство речи, затруднение глотания, рвота, возможен острый отёк лёгких.
При кратковременном вдыхании оказывает сильное раздражающее действие, вызывает кашель и першение в горле.
ПДК (предельно допустимая концентрация):
- в атмосферном воздухе максимально разовая — 0,5 мг/м³, среднесуточная — 0,05 мг/м³;
- в помещении (рабочая зона) — 10 мг/м³.

По степени воздействия на человеческий организм сернистый ангидрид относится к III классу опасности («умеренно-опасное химическое вещество») согласно ГОСТ 12.1.007-76.
Интересно, что чувствительность по отношению к SO2 весьма различна у отдельных людей, животных и растений. Так, среди растений наиболее устойчивы по отношению к сернистому газу берёза и дуб, наименее — роза, сосна и ель.
По данным исследования средний порог восприятия запаха может превышать ПДК (21 мг/м3), а у части людей порог был значительно выше среднего значения.
В качестве пищевой добавки оксид серы признан безопасным для потребления, однако у астматиков он может вызвать аллергические реакции. Уровень, не вызывающий видимых отрицательных эффектов (УНВОЭ) составляет 70 мг/кг массы тела у животных, допустимое суточное потребление (ДСП) составляет 0,7 мг/кг массы тела человека, по данным Европейского агентства по безопасности продуктов питания (EFSA). Это количество совпадает с мнением Объединённого экспертного комитета ФАО/ВОЗ по пищевым добавкам (JECFA), установившего аналогичный уровень ДСП в 1998 году.
Управление по санитарному надзору за качеством пищевых продуктов и медикаментов (FDA) в США признаёт оксид серы как «общепризнанную безопасную» (GRAS) пищевую добавку, за исключением его использования в продуктах, признанных источником витамина B1 (тиамина), поскольку оксид серы (наряду с добавками E220-E228, выделяющими оксид серы) разлагает этот микронутриент и его использование в перечне богатых витамином B1 продуктов, а также во фруктах и овощах запрещено.

## Биологическая роль
Роль эндогенного сернистого газа в физиологии организма млекопитающих ещё окончательно не выяснена. Сернистый газ блокирует нервные импульсы от рецепторов растяжения лёгких и устраняет рефлекс, возникающий в ответ на перерастяжение лёгких, стимулируя тем самым более глубокое дыхание.
Показано, что эндогенный сернистый газ играет роль в предотвращении повреждения лёгких, уменьшает образование свободных радикалов, оксидативный стресс и воспаление в лёгочной ткани, в то время как экспериментальное повреждение лёгких, вызываемое олеиновой кислотой, сопровождается, наоборот, снижением образования сернистого газа и активности опосредуемых им внутриклеточных путей и повышением образования свободных радикалов и уровня оксидативного стресса. Что ещё более важно, блокада фермента, способствующего образованию эндогенного сернистого газа, в эксперименте способствовала усилению повреждения лёгких, оксидативного стресса и воспаления и активации апоптоза клеток лёгочной ткани. И напротив, обогащение организма подопытных животных серосодержащими соединениями, такими, как глютатион и ацетилцистеин, служащими источниками эндогенного сернистого газа, приводило не только к повышению содержания эндогенного сернистого газа, но и к уменьшению образования свободных радикалов, оксидативного стресса, воспаления и апоптоза клеток лёгочной ткани.
Считают, что эндогенный сернистый газ играет важную физиологическую роль в регуляции функций сердечно-сосудистой системы, а нарушения в его метаболизме могут играть важную роль в развитии таких патологических состояний, как лёгочная гипертензия, гипертоническая болезнь, атеросклероз сосудов, ишемическая болезнь сердца, ишемия-реперфузия и др..
Показано, что у детей с врождёнными пороками сердца и лёгочной гипертензией повышен уровень гомоцистеина (вредного токсичного метаболита цистеина) и снижен уровень эндогенного сернистого газа, причём степень повышения уровня гомоцистеина и степень снижения выработки эндогенного сернистого газа коррелировала со степенью выраженности лёгочной гипертензии. Предложено использовать гомоцистеин как маркер степени тяжести состояния этих больных и указано, что метаболизм эндогенного сернистого газа может быть важной терапевтической мишенью у этих больных.
Также показано, что эндогенный сернистый газ понижает пролиферативную активность клеток гладких мышц эндотелия сосудов, угнетая активность MAPK-сигнального пути и одновременно активируя аденилатциклазный путь и протеинкиназу A. А пролиферация гладкомышечных клеток стенок сосудов считается одним из механизмов гипертензивного ремоделирования сосудов и важным звеном патогенеза артериальной гипертензии, а также играет роль в развитии стеноза (сужения просвета) сосудов, предрасполагающего к развитию в них атеросклеротических бляшек.
Эндогенный сернистый газ оказывает эндотелий-зависимое вазодилатирующее действие в низких концентрациях, а в более высоких концентрациях становится эндотелий-независимым вазодилататором, а также оказывает отрицательное инотропное действие на миокард (понижает сократительную функцию и сердечный выброс, способствуя снижению артериального давления). Этот вазодилатирующий эффект сернистого газа опосредуется через АТФ-чувствительные кальциевые каналы и кальциевые каналы L-типа («дигидропиридиновые»). В патофизиологических условиях эндогенный сернистый газ оказывает противовоспалительное действие и повышает антиоксидантный резерв крови и тканей, например при экспериментальной лёгочной гипертензии у крыс. Эндогенный сернистый газ также снижает повышенное артериальное давление и тормозит гипертензивное ремоделирование сосудов у крыс в экспериментальных моделях гипертонической болезни и лёгочной гипертензии. Последние (на 2015 год) исследования показывают также, что эндогенный сернистый газ вовлечён в регуляцию липидного метаболизма и в процессы ишемии-реперфузии.
Эндогенный сернистый газ также уменьшает повреждение миокарда, вызванное экспериментальной гиперстимуляцией адренорецепторов изопротеренолом, и повышает антиоксидантный резерв миокарда.

## Воздействие на атмосферу
Из-за образования в больших количествах в качестве отходов диоксид серы является одним из основных газов, загрязняющих атмосферу.
Наибольшую опасность представляет загрязнение соединениями серы, которые выбрасываются в атмосферу при сжигании угольного топлива, нефти и природного газа, а также при выплавке металлов и производстве серной кислоты.
Антропогенное загрязнение серой в два раза превосходит природное. Серный ангидрид образуется при постепенном окислении сернистого ангидрида кислородом воздуха с участием света. Конечным продуктом реакции является аэрозоль серной кислоты в воздухе, раствор в дождевой воде (в облаках). Выпадая с осадками, она подкисляет почву, обостряет заболевания дыхательных путей, скрыто угнетающе воздействует на здоровье человека. Выпадение аэрозоля серной кислоты из дымовых факелов химических предприятий чаще отмечается при низкой облачности и высокой влажности воздуха. Растения около таких предприятий обычно бывают густо усеяны мелкими некротическими пятнами, образовавшимися в местах оседания капель серной кислоты, что доказывает присутствие её в окружающей среде в существенных количествах. Пирометаллургические предприятия цветной и чёрной металлургии, а также ТЭЦ ежегодно выбрасывают в атмосферу десятки миллионов тонн серного ангидрида.
Необходимо отметить также, что диоксид серы имеет максимум в спектре поглощения света в ультрафиолетовой области (190—220 нм), что совпадает с максимумом в спектре поглощения озона. Это свойство диоксида серы позволяет утверждать, что наличие этого газа в атмосфере имеет также положительный эффект, предотвращая возникновение и развитие онкологических заболеваний кожи человека. Диоксид серы в атмосфере Земли существенно ослабляет влияние парниковых газов (диоксид углерода, метан) на рост температуры атмосферы.
Наибольших концентраций сернистый газ достигает в северном полушарии, особенно над территорией США, Европы, Китая, европейской части России и Украины. В южном полушарии содержание его значительно ниже.